# Опасне воде
Опасне воде је пети студијски албум српске поп певачице Маје Беровић. Објављен је 27. октобра 2014. године за издавачку кућу City Records и DH Music.

## Синглови
Сингл „Алкохол” је објављен као главни сингл на албуму 16. априла 2014 године, на Мајином првом појављивању у Пинк мјузик фестивалу. Песма је посебно писана за Мају као поклон за њен рођендан од пријатеља и композитора Дамира Хандановића и текстописца Марине Туцаковић.
Сингл „Чиме ме дрогираш” је други објављен сингл који је премијерно отпевала у емисији Амиџи шоу 23. септембра 2014.
Сингл „Јави шта ти је у глави” је трећи сингл објављен 7. октобра 2014. године. Видео спот за ову песму је објављен 11. октобра у режији Дејана Милићевића. Он је такође режирао и остале спотове за песме на овом албуму.

## Информације о албуму
Музика на песмама:
- Дамир Хандановић (све песме).

Текстови на песмама:
- Марина Туцаковић (све песме).

Аранжмани на песмама:
- Дамир Хандановић (све песме).

Пратећи вокали на песмама:
- Дамир Хандановић (3, 4, 7, 8),
- Сузана Динић (све песме).

## Песме
| Бр. | Назив песме             | Трајање |
| --- | ----------------------- | ------- |
| 1.  | Вољела сам те к'о мајка | 03:56   |
| 2.  | Јави шта ти је у глави  | 03:06   |
| 3.  | Опасне воде             | 02:38   |
| 4.  | Ти си грозница          | 03:01   |
| 5.  | Дечко за провод         | 03:04   |
| 6.  | Вино од прошле године   | 03:02   |
| 7.  | Чиме ме дрогираш        | 03:01   |
| 8.  | Алкохол                 | 03:49   |
| 9.  | Около лудило кружи      | 02:53   |

## Видео спотови
Маја је објавила спотове за све песме.